# Ángel Lezama
Ángel Ronniel Lezama Arteaga (Ciudad Bolívar, 25 settembre 1997) è un calciatore venezuelano, difensore svincolato.

## Carriera
Ha giocato nella massima serie dei campionati venezuelano e lituano.

## Statistiche

### Presenze e reti nei club
Statistiche aggiornate all'11 settembre 2021.
| Stagione        | Squadra           | Campionato      | Campionato | Campionato | Coppe nazionali | Coppe nazionali | Coppe nazionali | Coppe continentali | Coppe continentali | Coppe continentali | Altre coppe | Altre coppe | Altre coppe | Totale | Totale |
| Stagione        | Squadra           | Comp            | Pres       | Reti       | Comp            | Pres            | Reti            | Comp               | Pres               | Reti               | Comp        | Pres        | Reti        | Pres   | Reti   |
| --------------- | ----------------- | --------------- | ---------- | ---------- | --------------- | --------------- | --------------- | ------------------ | ------------------ | ------------------ | ----------- | ----------- | ----------- | ------ | ------ |
| 2015            | Mineros           | PD              | 22         | 0          | CV              | 1               | 0               |                    | -                  | -                  |             | -           | -           | 23     | 0      |
| 2016            | Dep. La Guaira    | PD              | 6          | 0          | CV              | 0               | 0               |                    | -                  | -                  |             | -           | -           | 6      | 0      |
| 2016            | Mineros           | PD              | 9          | 0          | CV              | 1               | 0               |                    | -                  | -                  |             | -           | -           | 10     | 0      |
| 2017            | Monagas           | PD              | 29         | 0          | CV              | 1               | 0               |                    | -                  | -                  |             | -           | -           | 30     | 0      |
| 2018            | Deportivo Táchira | PD              | 8          | 1          | CV              | 0               | 0               | CL                 | 1                  | 0                  |             | -           | -           | 9      | 1      |
| 2019            | Carabobo          | PD              | 33         | 4          | CV              | 4               | 0               |                    | -                  | -                  |             | -           | -           | 37     | 4      |
| 2020            | Yaracuyanos       | PD              | 1          | 0          | CV              | 0               | 0               |                    | -                  | -                  |             | -           | -           | 1      | 0      |
| 2020            | Riteriai          | A               | 8          | 3          | CL              | 2               | 0               | UEL                | 2                  | 1                  |             | -           | -           | 12     | 4      |
| 2021            | Riteriai          | A               | 18         | 5          | CL              | 1               | 0               |                    | -                  | -                  |             | -           | -           | 19     | 5      |
| Totale Riteriai | Totale Riteriai   | Totale Riteriai | 26         | 8          |                 | 3               | 0               |                    | 2                  | 1                  |             | -           | -           | 31     | 9      |
| Totale carriera | Totale carriera   | Totale carriera | 134        | 13         |                 | 10              | 0               |                    | 3                  | 1                  |             | -           | -           | 147    | 14     |

## Palmarès

### Club

#### Competizioni nazionali
- Campionato venezuelano: 1

Monagas: 2017